# ファイコンEXP.
『ファイコンEXP.』（ファイコンエクスプレス）は、2004年4月12日から北海道文化放送で毎週月曜 19:54 - 20:00（JST）に放送されていたローカルミニ番組である。特別番組放送時には放送休止となる。この記事では、後継番組「ファイコンPLUS」（ファイコンプラス）についても記述する。

## 番組内容
一週交代で北海道日本ハムファイターズとコンサドーレ札幌の選手にスポットを当て、ファイターズの選手は札幌ドームで、コンサドーレの選手は札幌市西区にある練習場でのインタビューを放送する。また、札幌ドームで収録したファンやサポーターからのメッセージも放送することがある。番組の最後には紹介した選手のサイン色紙がプレゼントされる。
題名は前述2チームの名称から。
2014年3月31日をもって『ファイコンEXP.』としての放送を終了し、同年5月19日から「ファイコンPLUS」に改題され2015年3月2日まで放送された。
スポンサー
番組スポンサーは日本ハムの選手の場合はJR北海道の単独提供であるが、コンサドーレの選手の場合はこれにコンサドーレのユニフォームスポンサーを務めている石屋製菓が加わる。
また、日本ハムの選手の場合でも番組終了後のヒッチハイクで同社のCMが放送されていたが、2007年8月に同社製品である「白い恋人」の日付改竄事件が発覚。同年8月20日放送分から同社のCMは公共広告機構（現ACジャパン）のものに差し替えられ、JR北海道の単独提供となっていたが、2008年1月より番組のスポンサーに復帰。また、同社は2008年シーズンのニトリへのユニフォームスポンサーの変更以降も本番組のスポンサーを継続している。
「ファイコンPLUS」への改題後はJR北海道に代わりホクレンがメインスポンサーとなり、コンサドーレ選手時の石屋製菓スポンサーも継続された。

## 関連する番組・雑誌
- スポーツワイド Fの炎〜SPORT HOKKAIDO〜 - 2011年3月まで月曜深夜に放送されていたファイターズ・コンサドーレを取材対象としたスポーツ情報番組。
- サタすぽ - 2012年より土曜朝に放送されているファイターズ・コンサドーレが取材対象の番組。
- 月刊コンサドーレ - 北海道新聞社発行の雑誌。